# Anna Roig Serra
Anna Roig Serra (Alforja, Tarragona, 2 de mayo de 1962) es una física española, doctora en ciencia de materiales por la Universidad Autónoma de Barcelona e investigadora en el Instituto de Ciencia de Materiales de Barcelona (ICMAB-CSIC). Su investigación se centra en el desarrollo de nanopartículas metálicas y semimetálicas biocompatibles con aplicaciones en medicina como agentes de contraste en imagen por resonancia magnética y encapsulamiento y dirección de fármacos.
Actualmente es profesora de investigación consolidada en el ICMAB-CSIC, y lidera el grupo de Nanopartículas y nanocompuestos (por su nombre en inglés nanoparticles & Nanocomposites) dentro del departamento de cristalografía.

## Trayectoria profesional
En 1985 se licenció en física por la Universidad Autónoma de Barcelona y posteriormente especializarse en Ciencia de Materiales con un máster en la Universidad del Nordeste de Boston en 1988 y un doctorado en Ciencia de Materiales su primera universidad en 1998 investigando en el Instituto de Ciencia de Materiales de Barcelona (ICMAB-CSIC).
Desde entonces, ha desarrollado su carrera académica en esta institución científica, llegando a ser la subdirectora. También ocupó la posición de subdirectora de la institución de investigación en gases MATGAS, situada al lado del ICMAB-CSIC. Entre 2005 y 2008 fue nombrada oficial de programa, en calidad de experta nacional de España, por la Comisión Europea en Bruselas. En octubre de 2016 se convirtió en profesora de investigación.
Roig es una investigadora prominente y reconocida en el campo de la nanomedicina en España, con un gran número de publicaciones e inventora o coinventora de 9 patentes en áreas de instrumentación física, química, nanotecnología y salud.

## Premios
En 2017 recibió el Premio Albus 2017 de Grifols por su proyecto Albumin- iron oxide nanocages.

## Divulgación
Roig está también comprometida en la divulgación de la nanociencia y la nanomedicina en diferentes ámbitos, como la Universidad Internacional Menéndez Pelayo, la Nit Europea de la Recerca, el festival de la nanociencia y nanotecnología de España 10alamenos9 y la iniciativa Un investigador en tu aula. Especialmente participa en la promoción y estímulo de las mujeres y chicas en la ciencia. Es miembro de la Asociación de Mujeres Investigadoras y Tecnólogas (AMIT-CAT) y de la Real Sociedad Española de Física.